# Gabrielle Duprat
Gabrielle Duprat est née le 4 janvier 1898 à Boulogne-sur-Mer, et morte le 26 décembre 1999 à Angers, est une bibliothécaire française. 

## Biographie
Née d’un père chimiste et enseignant, Gabrielle Odend'hal obtient son baccalauréat latin-grec-philosophie en 1917. Elle rentre ensuite à l’École pratique des hautes études (EPHE) et à l’École nationale des chartes, où elle soutient en 1923 une thèse sur les comtes de Boulogne aux IX-XIIe siècles. Entre-temps, elle est admise en 1922 au Certificat d’aptitude aux fonctions de bibliothécaire (CEFB).
Elle est nommée commis à la bibliothèque du Muséum national d’histoire naturelle en 1923, et effectue pendant trois ans l’intérim de René Descharmes, bibliothécaire en chef. Trop jeune pour y être nommée à ce poste après la mort de ce dernier, elle travaille ensuite à la Bibliothèque nationale entre mai 1925 et mars 1937, au Service des dons français, puis au Service de l’inventaire général. En parallèle, elle prépare également aux concours de bibliothécaire et enseigne la bibliographie. 
En 1932, elle épouse Joseph Duprat dont elle a deux filles. Le 11 mars 1937, elle est nommée bibliothécaire en chef du Muséum national d'histoire naturelle et succède ainsi à Léon Bultingaire. Elle dirige le projet de construction de la nouvelle bibliothèque du Muséum, qui sera ralenti par la Seconde guerre mondiale, le manque de crédits et de terrain adéquat. Plusieurs projets sont proposés, dont celui de 1950 qui ambitionne le regroupement des bibliothèques scientifiques parisiennes (CNRS, Faculté des Sciences et Muséum) sur les terrains voisins de la Halle aux vins dans le Ve arrondissement de Paris, qui verra finalement l’implantation de la faculté de Jussieu. Le projet n’aboutit pas, la bibliothèque du Muséum d’histoire naturelle ouvre finalement ses portes en juin 1963 dans l’enceinte du Jardin des Plantes. 
Gabrielle Duprat devient ainsi, à l’époque, la directrice de la plus grande collection documentaire au monde consacrée à l’histoire naturelle. La bibliothèque est alors riche de 600 000 ouvrages, de 8 000 titres de périodiques et de 10 000 estampes, dessins et aquarelles. Elle contribue à valoriser cette collection en publiant de nombreuses études comme son Essai sur les sources manuscrits conservées au Muséum national d'histoire naturelle, Les manuscrits de Tournefort conservés au Muséum national d'histoire naturelle, La Collection des vélins du Muséum et l’œuvre de P. J. Redouté : le « Raphaël des fleurs » ou encore Audubon et les oiseaux d'Amérique. Elle collabore également au Catalogue général des imprimés de la Bibliothèque nationale et dirige un inventaire recensant les périodiques scientifiques et techniques de l’ensemble des bibliothèques de Paris.
Elle réunit une documentation importante sur les globes, aujourd’hui conservée au département des Cartes et Plans de la Bibliothèque nationale et qu'elle publie dans un ouvrage. 
Elle prend sa retraite le 4 janvier 1968, la direction de la bibliothèque du Muséum national d’histoire naturelle revient alors à Marthe Chaumié.

## Vie associative
Gabrielle Duprat occupe très jeune ses premières fonctions associatives. Elle est en effet la première femme élue secrétaire générale de l’Association des bibliothécaires de France entre 1927 et 1931. Elle est également membre de la Commission des échanges de l’International Association of the Agricultural librarians and Documentalist. À partir de 1939, elle est membre de la Commission des périodiques et publications en série de la FIAB et présidente de 1961 à 1967. En 1964, elle crée la section des Bibliothèques spécialisées de l’ABF, dont elle est la première secrétaire générale. 

## Distinctions
En 1950, elle est nommée chevalier de l’Ordre national de la Légion d’honneur, et en 1968, elle est chevalier de l’Ordre des Arts et des Lettres. 